# Ано-Сирос
А́но-Си́рос (греч. Άνω Σύρος) — город на востоке острова Сирос в Греции, исторический центр общины Сирос — Эрмуполис в периферийной единице Сирос в периферии Южные Эгейские острова. Население 862 жителя по переписи 2011 года. В Ано-Сирос расположен дом-музей Маркоса Вамвакариса, католический собор Святого Георгия, католическая церковь Святого Себастьяна, православные церкви Троицы и Святого Николая, католический монастырь ордена капуцинов с церковью Святого Иоанна, построенный в 1635 году, католический монастырь ордена иезуитов с церковью Девы Марии, построенный в 1740 году.

## История

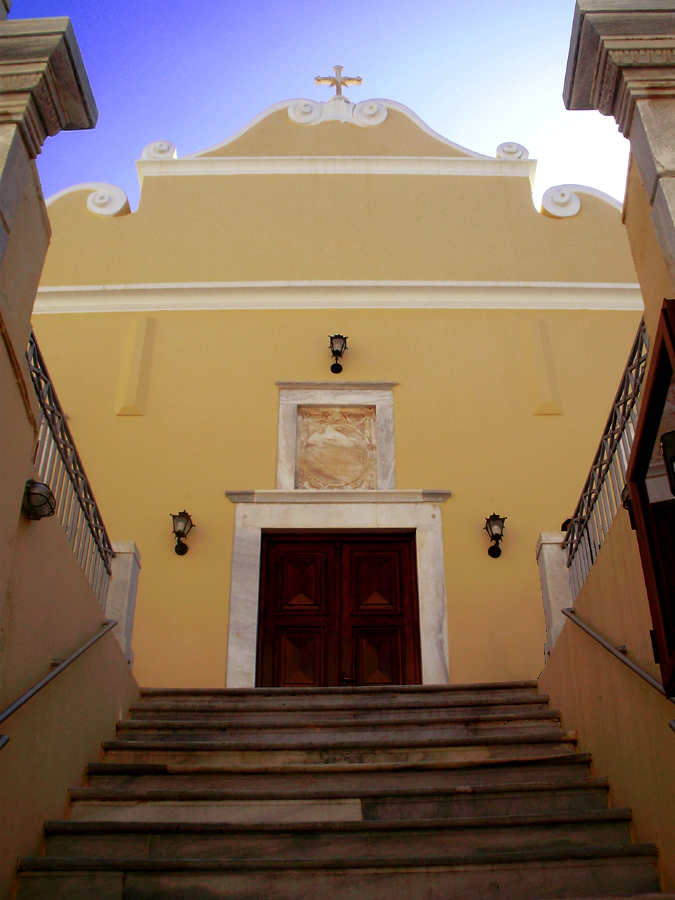
Собор Святого Георгия в Ано-Сирос

К северу от села Халандриани расположено доисторическое поселение Кастри. Недалеко от акрополя расположено кладбище. Поселение Кастри построено в конце раннекикладского II периода на несколько отдаленной от моря и удобной для обороны вершине холма.
Ано-Сирос построен после распада Византии в начале Франкократии. Представляет собой классическое средневековое поселение на Кикладах — узкие улицы, круговой порядок домов и радиальная планировка. Из-за продолжительной Франкократии заселен католиками. После окончания Франкократии находился под защитой Франции. После основания Эрмуполиса город потерял своё значение. Является центром епархии Сироса и Милоса Католической церкви.

## Общинное сообщество Ано-Сирос
В общинное сообщество Ано-Сирос входят 13 населённых пунктов и островов. Население 2133 жителя по переписи 2011 года. Площадь 50,664 квадратного километра.
| Наименование       | Население (2011), человек |
| ------------------ | ------------------------- |
| Айос-Димитриос     | 56                        |
| Аи-Михалис         | 11                        |
| Алитини            | 89                        |
| Ано-Сирос          | 862                       |
| Варваруса (остров) | 2                         |
| Кинион             | 560                       |
| Митакас            | 26                        |
| Папури             | 4                         |
| Плату-Вуни         | 10                        |
| Финикья            | 10                        |
| Халандриани        | 3                         |
| Эпископион         | 500                       |
| Ярос (остров)      | 0                         |

## Население
| Год  | Население, человек |
| ---- | ------------------ |
| 1991 | 1190               |
| 2001 | 1160               |
| 2011 | ↘ 862              |

## Города-побратимы
- Польша, Голдап
- Франция, Грийон